# الکس ابرینس
الکس ابرینس (اسپانیایی: Álex Abrines‎؛ زادهٔ ۱ اوت ۱۹۹۳) بازیکن بسکتبال اهل اسپانیا است.
از باشگاه‌هایی که در آن بازی کرده‌است می‌توان به اکلاهما سیتی تاندر و باشگاه بسکتبال بارسلونا اشاره کرد.
وی در مسابقات بین‌المللی در مجموع برندهٔ ۱ مدال طلا، ۲ مدال برنز شده‌است.